# Filip Anthuenis
Filip Anthuenis (Lokeren, 28 november 1965) is een Belgisch politicus voor Open Vld en burgemeester van de Belgische stad Lokeren.

## Levensloop
Hij groeide op in een bekende Belgische familie. Zo is hij de zoon van ereburgemeester en eresenator Georges Anthuenis en neef van Aimé Anthuenis, voormalig trainer-coach van de Rode Duivels. Antheunis studeerde aan het BME Gent, alwaar hij in 1986 afstudeerde als gegradueerde in de informatica. Na zijn studies ging hij aan de slag als informaticus en programmeur-analist. Hij huwde in 1992 en heeft twee kinderen. 
Van april tot juni 1995 was hij lid van de OCMW-raad van Lokeren. Datzelfde jaar deed hij zijn intrede in de Kamer van volksvertegenwoordigers, waarin hij zetelde van mei 1995 tot juni 2007. Tijdens die ambtsperiodes was hij effectief lid van de commissies Sociale Zaken en Binnenlandse Zaken. Voor de federale verkiezingen van 10 juni 2007 stond hij op de vierde plaats voor de Kamer. Mede door de verkiezingsnederlaag van zijn partij werd hij niet herkozen als volksvertegenwoordiger. Hij werd bijgevolg door zijn partij gecoöpteerd in de Senaat en legde op 12 juli 2007 zijn eed af. Hij oefende dit mandaat uit tot juni 2009 en was in de Senaat lid van de commissies Binnenlandse en Administratieve Aangelegenheden en Institutionele Aangelegenheden.
Bij de rechtstreekse Vlaamse verkiezingen van 7 juni 2009 werd hij verkozen in de kieskring Oost-Vlaanderen. Als Vlaams volksvertegenwoordiger zetelde Anthuenis van 2009 tot 2011 in de commissie Woonbeleid, Stedelijk Beleid en Energie en van 2011 tot 2013 in de commissie Mobiliteit en Openbare Werken. Hij bleef Vlaams Parlementslid tot eind september 2013, waarna hij werd opgevolgd door Egbert Lachaert. Hij beëindigde zijn mandaat om zich volop toe te leggen op het burgemeesterschap. Hij kwam hierbij onder vuur te liggen aangezien hij aandrong om een volledige uittredingsvergoeding te ontvangen voor zijn tijd als Vlaams parlementslid, dit terwijl hij geheel vrijwillig opstapte. Hij besliste uiteindelijk om 'slechts' de helft van zijn uittredingsvergoeding te innen. Sinds 4 november 2013 mag hij zich ere-Vlaams volksvertegenwoordiger noemen. Die eretitel werd hem toegekend door het Bureau (dagelijks bestuur) van het Vlaams Parlement.
Bij de lokale verkiezingen van oktober 2000 werd hij verkozen in de Lokerse gemeenteraad. Hij deed er zijn intrede op 1 januari 2001 en volgde tevens zijn vader op als burgemeester van de stad. Vanuit deze hoedanigheid schreef hij in samenwerking met Giovanni Van Avermaet het boek Lokeren van nu en straks. Sinds 11 mei 2003 mag hij zich ridder in de Leopoldsorde noemen.
Bij de lokale verkiezingen van 2012 behaalde zijn partij 37% van de stemmen en bleef daarmee de grootste partij van Lokeren. Persoonlijk kreeg hij 5640 voorkeurstemmen en was daarmee de populairste politicus. Hij besloot de coalitie met de CD&V van Filip Liebaut verder te zetten. Ook na de gemeenteraadsverkiezingen van 2018 bleef hij burgemeester van Lokeren. Ook tijdens deze legislatuur zette hij de coalitie met CD&V verder. Voor de gemeenteraadsverkiezingen van oktober 2024 was hij in Lokeren, dat na deze verkiezingen ging fuseren met Moerbeke, als lijsttrekker voor de kieslijst Lokaal Liberaal. Ook nu werd de coalitie met CD&V hernieuwd, waarna Anthuenis begin 2025 aan zijn vijfde termijn als burgemeester kon beginnen.
In 2014 werd hij officier in de Leopoldsorde.